# Tektonická deska

Mapa hlavních tektonických desek.

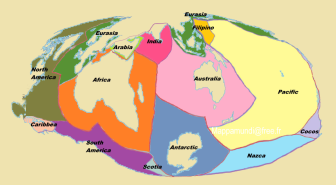
Tektonické desky (zachovalé povrchy)

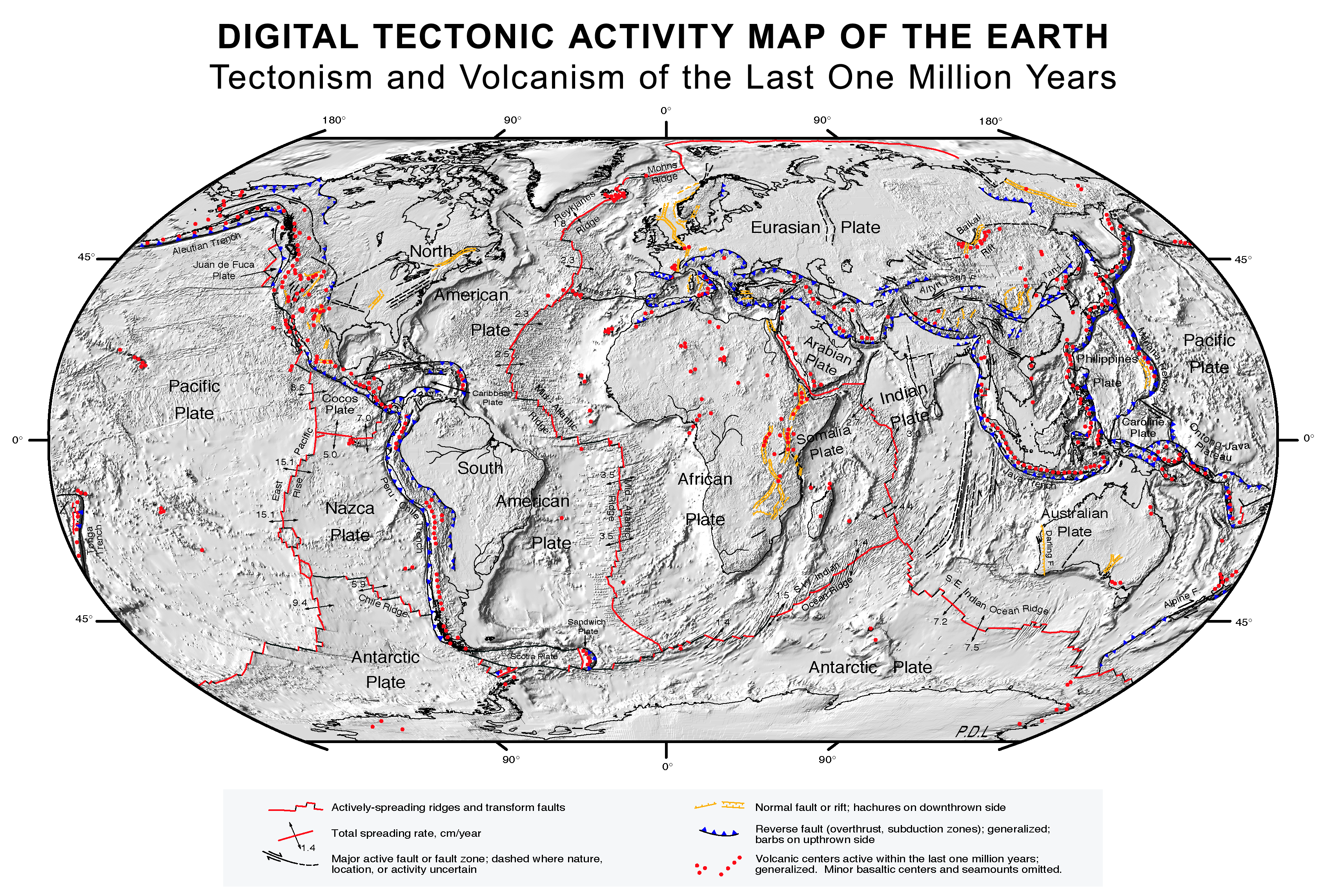
Zlomy a sopky na hranicích tektonických desek.

Tektonická deska či tektonická kra (také litosférická deska či kra) je mohutná deska zemské kůry, tvořená neroztavenou pevnou horninou, která tvoří vrchní část zemského povrchu. Desky jsou tvořeny oceánskou a kontinentální kůrou.
Tektonické desky mají nepravidelné tvary. Velikosti mají velmi proměnlivé – mohou kolísat od několika málo set do tisíců kilometrů. Celý zemský povrch tvoří 7 velkých a 12 malých desek. Tloušťka (mocnost) desek je rozdílná. Mladé oceánské desky mají mocnost menší než 15 km, zatímco staré kontinentální desky mají mocnost i více než 200 km.
Hranice jednotlivých tektonických desek jsou většinou ukryty pod hladinou oceánů. V blízkosti těchto hranic se koncentruje zemětřesení a vulkanická aktivita. 
Tektonické desky se vytvořily v raném období historie Země. Od té doby se pohybují po povrchu planety (desková tektonika). Průměrná rychlost pohybu je 5 až 10 cm za rok. Dnešní uspořádání kontinentů je výsledkem těchto neustále se opakujících se srážek, rozlamování a opětovného spojování jednotlivých tektonických desek.
Tvář Země se neustále mění. Desky, které jsou tvořeny výhradně nebo z části oceánskou kůrou, se mohou zanořovat pod lehčí pevninské desky a mohou také úplně zmizet.

## Současné desky

### Velké desky
- Pacifická
- Severoamerická
- Jihoamerická
- Eurasijská
- Africká
- Indo-australská, někdy uváděna jako dvě samostatné:
  - Indická
  - Australská
- Antarktická

### Malé desky
- Nazca
- Kokosová
- Filipínská
- Arabská
- Juan de Fuca
- Karibská
- Scotia
- Egejská
- další menší desky